# Harold T. Wilkins

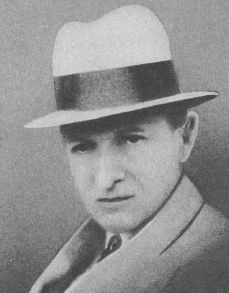
Harold T. Wilkins 1936

Harold Tom Wilkins (* Juni 1891, eventuell in Gloucester; nach Story ca. 1881; † 1959 oder 1960) war ein britischer Journalist und Autor, der insbesondere zu Fliegenden Untertassen und der Prä-Astronautik publizierte.

## Leben
Über seine Jugend, Ausbildung und sein Privatleben, insbesondere ein Studium an der University of Cambridge, liegen nur unzureichende bzw. unsichere Informationen vor.(Beckley, S. 5–7.)
Ende der 1920er Jahre begann Wilkins mit einer Reihe von Publikationen über Schatzsuche, u. a. zum Schatz des Piraten William Kidd. Ab Mitte der 1940er Jahre veröffentlichte Wilkins mehrere Werke über präkolumbische Kulturen und deren möglichen Kontext zum fiktiven Kontinent Atlantis, wobei er offensichtlich stark von Helena Blavatsky (1831–1891) und Charles Fort (1874–1932) beeinflusst wurde bzw. diese im Fall von Blavatsky auch  plagiierte und deren Ideen dramatisierte:
He was appealing to a generation weaned on movie cliffhangers and radio dramatizations. He did what he had to do – present this material in a colorful, thought-provoking manner.
Mit der Sichtung Fliegender Untertassen durch Kenneth Arnold am 24. Juni 1947 begann sich Wilkins für das UFO-Phänomen zu interessieren und publizierte dazu mehrere Werke, u. a. Flying Saucers on the Attack (1954). Nach Beckley wird Wilkins´ Einfluss auf die paranormale Literatur unterschätzt; er sieht in ihm einen der Vorläufer zu Erich von Däniken.
Wann und wo Wilkins verstarb, ist offensichtlich nicht bekannt.

## Veröffentlichungen (Auswahl)
- Hunting Hidden Treasures (1929)
- Pirate treasure (1934)
- Mysteries of Ancient South America (1945); Digitalisat bei archive.org
- Mysteries and Monsters of the Deep (1948)
- Secret Cities of Old South America (London 1952)
- Flying Saucers on the Attack (1954)
- Flying Saucers from the Moon (1954)
- Flying Saucers Uncensored, New York 1955, Digitalisat bei archive.org
- Strange Mysteries of Time and Space (1958)
- Mysteries Solved And Unsolved (1961)